# Zofia Potocka

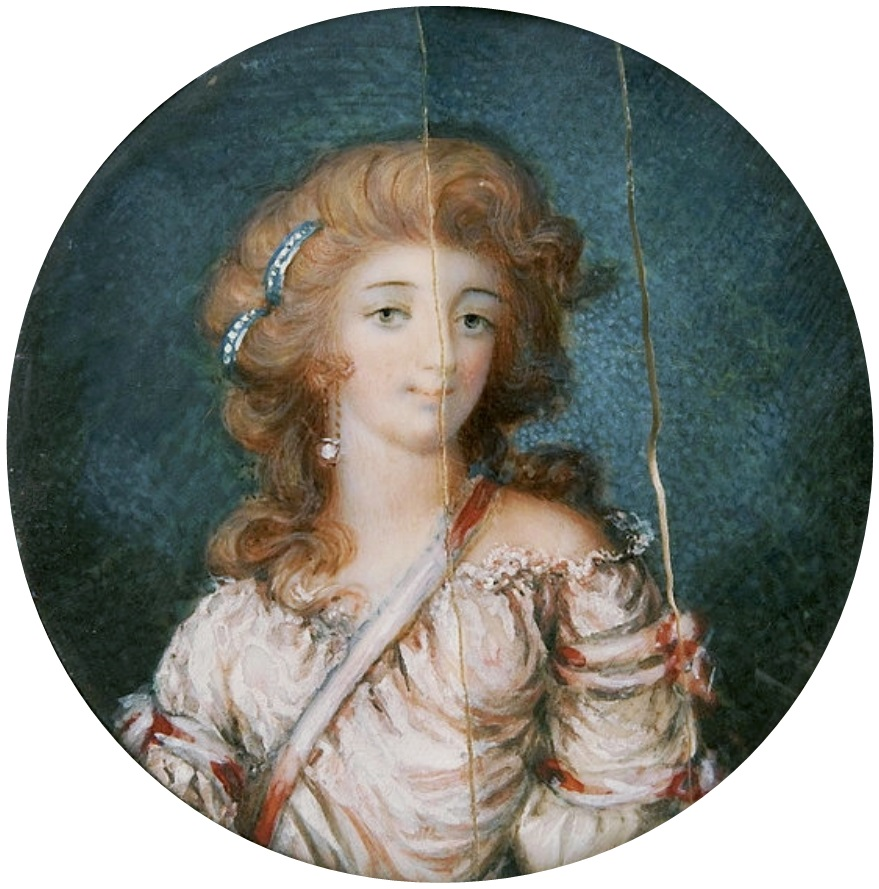
Zofia Wittowa

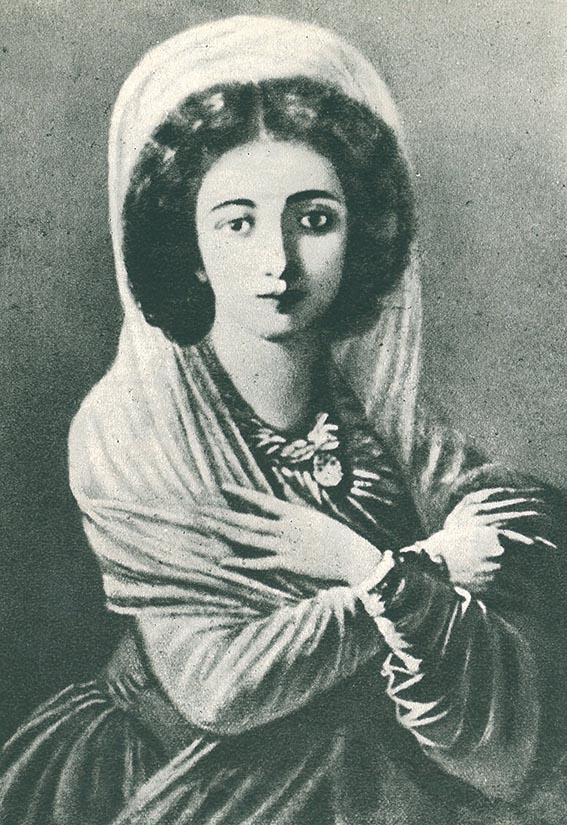
Zofia Glavani (ok. 1780)

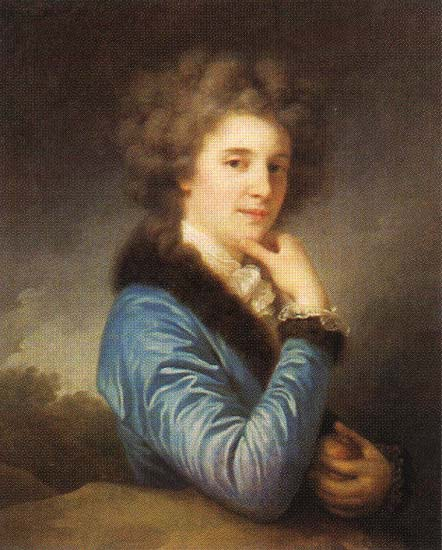
J.Ch. Lampi, Portret Zofii Wittowej

Zofia Glavani primo voto Wittowa secundo voto Potocka, przedstawiała się także jako Sophie de Tchelitche (Celice) (ur. 12 stycznia 1760 w Bursie, zm. 24 listopada 1822 w Berlinie) – stambulska kurtyzana pochodzenia greckiego. Do historii przeszła jako kobieta słynąca z wyjątkowej urody (La Belle Phanariote), intelektu i licznych romansów. Na salony weszła jako żona Józefa Witta (1778–1798), a po rozwodzie z nim – jako trzecia żona Stanisława Szczęsnego Potockiego, którego poślubiła 17 kwietnia 1798 roku.

## Pochodzenie
Pochodziła z biednej rodziny; matka utrzymywała się ze sprzedaży warzyw. Później lansowano teorię (dziś obaloną), że wywodziła się ze zubożałej szlacheckiej rodziny greckiej Celice de Maurocordato. W dwunastym roku życia została adoptowana przez ciotkę Glavani i nosiła jej nazwisko (jej prawdziwe nazwisko pozostaje nieznane). Przed przyjazdem do Polski posługiwała się imieniem Dudu. W wieku siedemnastu lat została sprzedana przez ciotkę, która była stambulską kurtyzaną, Karolowi Boscampowi-Lasopolskiemu, posłowi nadzwyczajnemu Rzeczypospolitej przy Porcie Osmańskiej. Do kwietnia 1778 roku pełniła przy nim funkcję oficjalnej metresy. Przez kolejny rok była w Stambule luksusową kurtyzaną.

## Podbój Europy
W styczniu 1779 roku wyruszyła przez Rumunię do Polski do Karola Boscamp-Lasopolskiego, którego żona zmarła w lipcu 1778 roku. Boscamp obiecywał jej mariaż z kupcem lwowskim.
14 czerwca w Zienkowicach – po pewnych perypetiach – potajemnie została żoną Józefa Witta, syna Jana, komendanta twierdzy w Kamieńcu Podolskim. Małżeństwo to było bardzo niedobrane i zawarte wbrew ojcu świeżo nobilitowanego Józefa. W podróż poślubną państwo Wittowie wybrali się do Warszawy oraz innych stolic europejskich (Berlina, Brukseli, Paryża, Wiednia), budząc wszędzie zachwyt nad niezwykłą urodą pani Wittowej. Została wtedy okrzyknięta najpiękniejszą kobietą Europy, choć była wtedy w zaawansowanej ciąży. 17 października 1781 roku urodził się ich pierwszy syn, Jan de Witte, późniejszy generał rosyjski; drugim dzieckiem był zmarły w dzieciństwie Kornel Józef Stanisław (ur. 1784). W czasie kilkuletniej podróży Zofia miała przygody miłosne m.in. z hrabią Prowansji, późniejszym królem Ludwikiem XVIII, i jego bratem, hrabią Artois.
W 1787 roku wyruszyła w podróż do Stambułu, gdzie zastał ją wybuch wojny rosyjsko-tureckiej. Rok później znalazła się w obozie faworyta Katarzyny Wielkiej, księcia Grigorija Potiomkina, którego została kochanką. Po jego śmierci, na balu imieninowym carycy Katarzyny, wydanym 6 grudnia 1791 roku, poznała pana na Tulczynie, Stanisława Szczęsnego Potockiego. Zostawszy jego kochanką, towarzyszyła mu w latach dziewięćdziesiątych w kolejnej podróży po Europie.

## Sofiówka
W roku 1798 Zofia – dzięki znacznej pomocy Potockiego – rozwiodła się z Józefem Wittem i wyszła za mąż za swego protektora. Ślub odbył się 17 kwietnia 1798 r. w Tulczynie zarówno w obrządku katolickim, jak i prawosławnym (jako wyraz lojalności wobec carycy Katarzyny). Zofia, nim formalnie została żoną Potockiego, urodziła mu trójkę nieślubnych dzieci: Konstantego, Mikołaja i Helenę, które zmarły w dzieciństwie. Z formalnego związku miała piątkę dzieci: Aleksandra (1798-1868), Mieczysława (1799–1878), Zofię (Kisielewową) (1801–1875), Olgę (Naryszkinę) i Bolesława (1805–1893) (który najprawdopodobniej nie był synem Stanisława Potockiego, tylko jego wnukiem ze związku z pasierbem Szczęsnym Jerzym Potockim). Aleksander był wielkim patriotą, młodszy Bolesław ufundował gimnazjum; córki wyszły za mąż za carskich oficerów.
Po uchwaleniu Konstytucji 3 maja odwodziła Szczęsnego od współpracy z Rosjanami, namawiała do powrotu do Warszawy wbrew opinii o jej prorosyjskości.
W myśl polskiego prawa cywilnego, ze względu na brak wniesionego przez nią posagu, niewiele jej się należało w spuściźnie po mężu, którego jedynymi pełnoprawnymi spadkobiercami byli synowie z małżeństwa z Józefiną. Dlatego też sądziła się z dziećmi Józefiny Mniszchówny i udało jej się zatrzymać dla swoich dzieci prawie cały majątek (dzięki wsparciu swojego pasierba Szczęsnego Potockiego, którego była kochanką, oraz carskiego gubernatora, Nikołaja Nowosilcowa, którego faworytą została po śmierci męża). Właścicielem rodowego Tulczyna został jej najstarszy syn Aleksander.
W roku 1820 w domu Potockich wybuchł skandal, ponieważ Mieczysław przejął zarząd w Tulczynie dzięki protekcji na dworze petersburskim. Zofia została wówczas wyrzucona z Tulczyna i zamieszkała w Humaniu.
Zmarła w Berlinie 24 listopada 1822 roku, po długiej i ciężkiej chorobie nowotworowej narządów rodnych. Została pochowana w Humaniu, tuż obok swojej ukochanej Sofiówki – jednego z piękniejszych w Europie parków – założonej specjalnie dla niej (za 15 mln zł) i podarowanej przez zakochanego w niej Potockiego. Jej testament wydziedziczał Mieczysława. W latach czterdziestych XIX wieku trumna Zofii została przeniesiona do grobowca w cerkwi w Talnym. Stanisław Trembecki napisał na zamówienie zakochanego Szczęsnego poemat Sofiówka, w którym lirycznie oddał piękno parku i jego właścicielki.